# Bobmark International
Bobmark International – polskie przedsiębiorstwo założone w czerwcu 1991 roku przez Dariusza Wojdygę, Marka Jutkiewicza, Jerzego Sulicha, Jacka Bobera i Petera Horlycka. W latach 90. jedna z największych spółek w polskiej branży gier komputerowych.
Od samego początku przedsiębiorstwo było dystrybutorem konsol Pegasus w Polsce, których gwałtowny wzrost popularności nastąpił na przełomie lat 1992 i 1993. W tym samym czasie Bobmark posiadał serwis samochodów amerykańskich oraz współpracował z Hoop Polska. Po wejściu ustawy o prawach autorskich w 1994 roku, przedsiębiorstwo postawiło na sprzedaż legalnych 8-bitowych gier od m.in. Codemasters oraz usunęło z oferty gry bez licencji.
W lipcu 1994 roku Marek Jutkiewicz utworzył spółkę AGES s.c (od tyłu SEGA) w celu legalnej dystrybucji gier Codemasters oraz bycia jednym z kilku autoryzowanych sprzedawców konsol marki Sega. Spółka przestała być potrzebna w marcu 1996, gdy Bobmark dostał wyłączne prawa na Polskę do sprzedaży sprzętu tego japońskiego producenta, które utracił z początkiem października 1997 roku na rzecz przedsiębiorstwa Lanser. Byli również legalnym dystrybutorem kilku zagranicznych wydawców, jak Time Warner Interactive czy Ocean. Marek Jutkiewicz, jako jedyny z polskich dystrybutorów, widział potencjał nowo powstającego programu o grach Escape i został jego sponsorem a program z jego pomocą wystartował w połowie 1996 roku.
Lata 1996–1999 były czasem strat dla firmy, dlatego też skupiono się na pełnym inwestowaniu w Hoop Polska. Bobmark został przekształcony w spółkę dystrybuującą napoje tej marki na rynku warszawskim, do 2003 roku posiadając zakłady rozlewnicze w Iwinach oraz hale magazynowe w Broniszach. Od 2006 roku Hoop posiadał wszystkie udziały w przedsiębiorstwie Bobmark, natomiast w 2008 roku Dariusz Wojdyga i Marek Jutkiewicz sprzedali wszystkie swoje udziały w przedsiębiorstwie Hoop czeskim inwestorom. Spółka została wykreślona z rejestru przedsiębiorców w 2016 roku.

## Gry dystrybuowane przez Bobmark na licencji

### Codemasters
- Złota Czwórka[22]
- Złota Piątka[23]
- The Ultimate Stuntman[24]
- The Fantastic Adventures of Dizzy[24]
- Big Nose the Caveman[24]
- Big Nose Freaks Out[24]
- Micro Machines[25]
- Soccer Simulator[26]
- Go Dizzy Go[26]
- Super Robin Hood[26]
- Boomerang Kid

### Western Technologies
- Videomation[27]

### Sachen
- The Universe Soldiers[25]
- Fire Dragon[25]
- World Heroes[25]
- Locksmith[28]
- The Penguin and Seal[28]
- Hell Fighter[28]
- Magical Mathematics[28]
- Q-Boy[29]
- Master Chu and the Drunkard Hu[29]
- Honey Peach[29]
- Dancing Blocks[23]
- Little Red Hood[23]
- Side Winder[23]
- Olympic I.Q[30]
- Silver Eagle[30]
- Poker II[31]
- Poker III: 5 in 1[30]
- The Great Wall[30]
- Jovital Race[32]
- Tasac[32]
- Colorful Dragon[32]
- Final Combat[32]
- Popo Team[33]
- Super Pang II[33]
- Happy Pairs[33]
- Auto-Upturn[34]
- Galactic Crusader[34]
- Milionaire[34]
- Rockball[34]
- Pyramid[34]
- Twin Eagle[31]
- Pipe 5[31]
- The World of Card Games[35]

### Time Warner Interactive
Na stan z grudnia 1995 roku, 47 tytułów, w tym:
- Bitman Brothers CD Compilation (PC)[37]
- Brett Hull Hockey 95 (PC)[37]
- The Chaos Engine (PC)[37]
- The Vortex: Quantum Gate II (PC)[37]
- Primal Rage (PC, Amiga, Mega Drive, Game Gear, Saturn, Mega Drive 32X, SNES, PlayStation, Jaguar CD, 3DO)[38]
- Endorfun (PC)[36]
- The Dark Eye (PC)[36]
- Z (PC)[36]
- Sensible World of Soccer (PC)[36]
- Sensible World of Soccer: European Championship Edition (PC)[39]
- International Moto-X (PC)[36]
- Panic in the Park (PC)[36]
- Magic Pockets (PC)[40]
- Gods (PC)[40]
- Xenon 2 (PC)[40]
- Speedball 2 (PC)[40]
- Wayne Gretzky and the NHLPA All-Stars (PC)[41]
- T-MEK (PC, Mega Drive 32X)[42]
- Kawasaki Superbikes (Mega Drive, Game Gear, SNES)[43]
- International Moto X (PC)[43]
- Bad Day on the Midway (PC)[44]
- Return Fire (PC)[39]
- Star Control 3 (PC)[39]
- Adventures of the Smart Patrol (PC)[39]
- Safecracker (PC)[39]

### Ocean
- The Addams Family Values (SNES)[15]
- The Flintstones (SNES)[15]
- Pocky & Rocky 2 (SNES)[15]
- Doom (SNES)[45]
- Mortal Kombat 3 (SNES)[46]

### Sega
- Wszystkie konsole oraz gry dostępne na nie, licencjonowane przez Sega.
- Gry wyprodukowane przez Sega PC[47].